# Šubić II. György
Šubić II. György (horvátul: Juraj II. Šubić, 1275 – 1330. december 19.) horvát nemes, a Šubić nemzetségből származó spalatói, klisszai és omiši gróf.

## Családja
Šubić Pál brebiri gróf és horvát bán és Ursa nevű feleségének fia volt. Apja halála után testvére II. Mladen volt a család feje, aki Dalmácia hercege, Zára grófja és Bosznia bánja, apja utódjaként pedig Horvátország bánja és Bosznia ura volt. Másik fiútestvére II. Pál traui gróf, Osztrovica ura volt, V. Gergely a sebenicói grófi címet, III. Márkó pedig a brebiri grófi címet viselte. Egy lánytestvére ismert, aki az Erzsébet (Elizabeta) nevet viselte. Gyermekei közül III. Pál és III. Mladen Klissza grófjai voltak, Božidar brebiri gróf volt. Lányai közül Katalin brebiri Jurišić János felesége volt, Ilona (Jelena) pedig Vladislav bosnyák bán felesége lett, és így I. Tvrtkonak, Bosznia első királyának anyja volt.

## Élete
II. Györgyöt 1303-ban említik először Spalato és Trau városok iratai. Omišban azzal volt megbízva, hogy megóvja a várost a kalóztámadasoktól. Itt 1304-ig gyakorolta a hatalmat. Šubić Pál bán, mint a vránai johanniták védelmezője egy szigetet adott nekik Zára közelében, György gróf azonban megpróbálta eltávolítani őket azzal, hogy a sziget helyett Ljubo várát ajánlotta cserébe, amibe ugyan a vránai prior beleegyezett, de a rend horvátországi mestere nem hagyta jóvá. 1304-ben elhunyt nagybátyja, I. Mladen bosnyák bán. A családfő, Šubić Pál újraosztotta fiai között a hatalmat. Leverve a bosnyákok lázadását, és legidősebb fiát, II. Mladent tette meg bosnyák bánná, harmadik fia II. Pál spalatói gróf lett, II. György pedig nagybátyjának, Šubić I. Györgynek tengermelléki grófi címét kapta meg.
1308-ban viszály tört ki Trau városa és a bán között, melynek pontos oka nem ismert, de úgy tűník, hogy a bán fia, II. György nagyban hozzájárult. Lehet, hogy a bán I. György halála után nem akarta visszaadni Traunak Podmorje földjét, mivel május 29-én a trauiak követet küldtek a bánhoz jogaik érvényesítésére. A viszály csak július végére csillapodott le, miután a trauiak ajándékokkal engesztelték ki, Györgyöt pedig évi 500 libar fizetéssel kapitánynak választották meg. Végül augusztus 5-én a bán fiával, Györggyel együtt oklevelet adott, melyben megbocsátott a trauiaknak. 
1311 márciusában Zárában felkelés tört ki a velencei uralom ellen. A felkelők megsegítésére küldött hadsereg élén Pál fia, II. Mladen állt, a velenceiek pedig kénytelenek voltak elmenekülni a városból. Miután a Mladen parancsnoksága alatt álló erők sikeresen visszaverték a velencei támadásokat. V. Kelemen pápa és Károly Róbert király egyaránt tiltakozott a Zára elleni támadások ellen, Velence pedig beleegyezett az 1312 áprilisában megkezdett béketárgyalásokba. A tárgyalásokat Pál másik fia, II. György bonyolította le. 
A tárgyalások közben hunyt el György apja Šubić Pál, akinek tisztségeit fia II. Mladen örökölte. 1313-ban hozzájárult, hogy Zára visszatérjen a velencei uralom alá azzal a feltétellel, hogy nagyfokú önállóságot kap. 1315. május 30-án György oklevelet adott ki Klisszában, melyben jelentős kiváltságokat biztosított Omišnak. Az oklevélen a dalmát városok grófjának nevezi magát („Georgius secundus civitatum Dalmatiae comes”). Ebben többek között garantálja nekik minden földjüket, szőlőjüket, házukat és minden egyéb vagyonukat, és hogy senki ne érinthesse meg vagy rabolhassa el őket. 1318-ban II. Mladen zahumljei területeiről kiindulva megszállta Raškát, de a kezdetben sikeres előrenyomulásból a következő években vissza kellett vonulnia. Ezt követően öccsét, II. Györgyöt a béketárgyalások során túszul kellett adnia a szembenálló félnek, akik megőrzésre Raguza városába szállították.
1322-ben csapatai testvére Mladen oldalán részt vettek a Klisszai vár közelében zajlott csatában, melyben a Babonić János bán vezette királyi sereg döntő vereséget mért Šubić Mladen seregére. Mladen Klisszába vonult vissza, ahol hírt kapott a király Kninbe érkezéséről, ami arra késztette, hogy öccsét, II. Györgyöt követségbe küldje tárgyalási szándékkal. I. Károly nagyon szívélyesen fogadta Györgyöt, és azt kérte, hogy Mladen személyesen menjen hozzá Kninbe. A király korábbi ígéretei ellenére azonban Mladent megérkezésekor bebörtönöztette, és Magyarországra vitte, ahol ismeretlen körülmények között fogságban élt. II. Mladen veresége után a Šubić család nemcsak Boszniát veszítette el, hanem Horvátországban is örökre elvesztette korábbi befolyását.
A Šubićok bukását kihasználva egy másik horvát oligarcha a Nelipić család emelkedett fel, amelynek akkori feje II. Nelipac elfoglalta és székhelyévé tette Knin várát. Letörésére 1324-ben a király Horvátországba küldte Mikcs bánt, akinek horvát szövetségesei élén II. György állt. Hozzájuk csatlakozott még Zára városa és István bosnyák bán. A Nelipićek oldalán a Kurjaković és Korbavai grófok, György hlivnai gróf, valamint két dalmát város, Sebenico és Trau seregei vonultak fel. A döntő ütközet június 7-én zajlott, melyben II. György serege vereséget szenvedett és szétoszlott. Magát Györgyöt több horvát nemessel együtt elfogták, seregéből pedig sokan elestek, vagy fogságba estek. György gróf a Nelipićek foglya lett és két évig sínylődött a knini vár tömlöcében, ezalatt pedig ellenfelei felemelkedtek. Spalato városa például Nelipacot grófjává választotta. 
Ezekben a vészterhes időkben tűnt fel György gróf ismeretlen nevű felesége, aki hősiesen védte fogoly férje birtokait ellenségeivel szemben. Egyesek szerint Jelenának hívták és Róbert nápolyi király családjából származott. Annak érdekében, hogy könnyebben ellen tudjon állni ellenfeleinek 1325. március 10-én megállapodott a spalatóiakkal, mely szerint bizonyos összegért szabadon bocsátotta az összes spalatói polgárt, akik már két éve Klissza várában raboskodtak. 1326-ban a király ismét Horvátországba küldte Mikcs bánt, akihez ezúttal a vegliai grófok és a bosnyák bán csatlakoztak. Ebben a kritikus pillanatban azonban Nelipac váratlanul kibékült Šubić Györggyel, akit szabadon bocsátott. Mikcs ilyen körülmények között már nem tehetett semmit, és seregének egy részét Bihács várában hagyva visszatért az északi részekre. 
György alighogy kiszabadult nyomban összeveszett Trau városával, Nelipac elszánt támogatójával. Május 7-én levelet írt Trau grófjának és kapitányának, melyben visszakövetelte a harcok során eltulajdonított javakat. Az éles hangú levélre másnap hasonlóan éles, és egyben írónikus hangú elutasító választ kapott. Nem vette komolyan fenyegetőzését a székvárosához, Klisszához közelebb eső Spalato sem, amely velencei segítséget kért, amikor György erőszakkal akarta elfoglalni. Györgyöt súlyosan érintette Spalato engedetlensége, és tehetetlen dühében kizavarta egykori alattvalóit Klisszából. Ahol csak tudott kárt okozott a városnak, a legtöbbet azonban akkor ártott neki, amikor lezárta a Klissza melletti, Spalatóból Zagorjébe, Horvátországba és Boszniába vezető utat. Ez a spalatói szárazföldi kereskedelem küszöbön álló összeomlásával fenyegetett, és úgy tűnik, hogy heves összecsapásokhoz vezetett György gróf és a spalatóiak között, melyek után a két fél csak 1328 decemberében Trau és Sebenico közvetítésével békült ki egymással. Alighogy létrejött a béke Györgyöt újabb csapás érte, amikor 1329. január 6-án Nint elfoglalták a velenceiek és a dalmát városok grófjának csupán egy városa maradt, Omiš. Az összes vár, mely a Cetina torkolatától a Zrmanja torkolatáig húzódó területen állt velencei uralom alá került. György gróf ebben a kilátástalan helyzetben hunyt el 1330. december 19-én. Özvegye mellett öt gyermeket hagyott hátra, akik közül a legidősebb fiú III. Mladen vette át apja örökségét.